# 22. šahovska olimpijada
22. šahovska olimpijada je potekala leta 1976 v Haifi (Izrael).
ZDA so osvojile prvo mesto, Nizozemska drugo in Anglija tretje.
Sodelovalo je 286 šahistov v 48 reprezentancah; odigrali so 1.248 partij.